# Пять пенсов (Ирландия)
Монета пять пенсов была введена в Ирландии 15 февраля 1971 года и её дизайн напоминал дизайн ирландского шиллинга, введенного в 1928 году. Некоторые шиллинговые монеты оставались в обращении до начала 1990-х, с той же номинальной стоимостью, что и новая монета в пять пенсов.
Монета пять пенсов, введенная в 1971 году, была весом 5,65518 граммов и диаметром 2,3595 сантиметров. Это соответствует британскому пятипенсовику. В конце 1980-х стало очевидным, что размер монеты стал большим по сравнению с её стоимостью. Монета была также принята в немецких автоматах и таксофонах наряду с 1 немецкой маркой, так как их размеры и вес были очень похожи.
Монета пять пенсов первоначального размера чеканилась в последний раз в 1990 году и в 1992 году она была уменьшена до 1,85 сантиметров диаметром (и отличалась от соответствующей новой британской монеты пять пенсов). Эта новая монета сохранила старый дизайн, но на ней были включены некоторые изменения, в частности, дизайн быка стал более простым. Новая монета состояла из 75% меди и 25% никеля.
Монета является 1 / 20 от ирландского фунта и была выведена из оборота с введением Евро.

## Также
- Шиллинг